# NK Slavija Vevče
NK Slavija Vevče bio je nogometni klub iz Vevča, mjesta na periferiji Ljubljane, regija Središnja Slovenija, Republika Slovenija.

## O klubu
Klub je osnovan 1921. godine, Izborio je 1. SNL 1994. godine tako što je zamijenio ljubljansku Svobodu koja je tek dan prije početka prvenstva odustala od natjecanja.
Nosio je naziv SET Vevče, zahvaljujući pokrovitelju, domaćoj izdavačkoj kući. Godine 1996. spojio se sa Slovanom i preselio svoje sjedište na sportsko igralište Kodeljevo, gdje je tri sezone igrao kao ND Slovan-Slavija.
Osvojili su drugoligaško prvenstvo 1997.  Time su izborili viši rang, no u iduće dvije sezone klub je dvaput ispao u niži rang. Godine 1999. klub prestaje s radom.

## Uspjesi
- Druga slovenska nogometna liga
  - 1996./97.

- Kup MNZ Ljubljana
  - 1995./96.

## Unutarnje poveznice
- Ljubljana

## Vanjske poveznice
- Medobčinske nogometne zveze Ljubljana